# Mercy Yvonne Debrah-Karikari
Pour les articles homonymes, voir Karikari.
Mercy Yvonne Debrah-Karikari est une diplomate ghanéenne et la première femme à être secrétaire du cabinet du gouvernement du Ghana. Elle a été nommée pour occuper ce poste par l'actuel président Nana Akufo-Addo. Sa nomination est entrée en vigueur le 14 février 2017,.  

## Éducation
Mercy a fréquenté la Wesley Girls' Senior High School à Cape Coast et la Tema Secondary School à Tema. Elle a obtenu un diplôme en arts de l'Université de Cape Coast de 1979 à 1986. Elle a ensuite poursuivi pour obtenir une maîtrise en affaires internationales de l'Université du Ghana de 1988 à 1989 . 

## Carrière
Mme Debrah-Karikari a été cheffe de la chancellerie à l'ambassade du Ghana à Luanda, en Angola de 1994 à 1995. Elle a ensuite été affectée à la Mission permanente des Nations unies à New York où elle a été consulaire et déléguée du Ghana à la Deuxième Commission des Nations unies. De retour de sa mission en 1988, Mercy a occupé le poste de directrice par intérim du Bureau des organisations et conférences internationales au ministère des Affaires étrangères. De 2000 à 2002, Mercy a été ministre-consulaire à l'ambassade du Ghana à Bonn et a continué à l'ambassade du Ghana à Berlin de 2002 à 2004. Elle a ensuite occupé le poste de directrice du Cabinet du ministre des Affaires étrangères de 2004 à 2007. En 2007, elle a été affectée à la mission permanente du Ghana auprès de l'Office des Nations unies à Genève en tant que ministre et représentante permanente adjointe jusqu'en 2011. En juillet 2014, elle a été nommée haut-commissaire par l'ancien président John Dramani Mahama. Avant sa nomination en tant que secrétaire du Cabinet en 2017, elle a été haut-commissaire du Ghana en Australie dans l'administration Mahama.  

## Vie privée
Mercy est mariée au Dr Paul Debrah-Karikari, un neuroradiologue consultant. 